# Organisatie van Werelderfgoedsteden
De Organisatie van Werelderfgoedsteden (Engels: Organization of World Heritage Cities) is een organisatie van steden waar zich een locatie van de Werelderfgoedlijst bevindt.
De Organisatie van Werelderfgoedsteden werd gesticht op 8 september 1993 in Fez, Marokko. Vanaf 31 december 2001 bestond de organisatie uit 203 steden. Van deze steden zijn er zeven gelegen in Afrika, 36 in Latijns-Amerika, 20 in Azië en de Stille Oceaan, 120 in Europa en Noord-Amerika en 20 in de Arabische wereld. Op het ogenblik zijn er ook vier waarnemende leden.

## Aangesloten steden

### Afrika
- Dakar, Senegal
- Djenné, Mali
- Mozambique, Mozambique
- Saint-Louis, Senegal
- Lamu, Kenia
- Timboektoe, Mali
- Zanzibar, Tanzania

### Arabische wereld
- Aleppo, Syrië
- Algiers, Algerije
- Bosra, Syrië
- Caïro, Egypte
- Chinguetti, Mauritanië
- Damascus, Syrië
- Essaouira, Marokko
- Fez, Marokko
- Ghadames, Libië
- Ghardaïa, Algerije
- Kairouan, Tunesië
- Marrakesh, Marokko
- Meknes, Marokko
- Monastir, Tunesië [waarnemend lid]
- Sanaa, Jemen
- Shibam, Jemen
- Sousse, Tunesië
- Tétouan, Marokko
- Tunis, Tunesië
- Zabid, Jemen

### Azië en de Grote Oceaan
- Bhaktapur, Nepal
- Buchara, Oezbekistan
- Chengde, China
- Galle, Sri Lanka
- Hội An, Vietnam
- Hué, Vietnam
- Kamitaira, Japan
- Kandy, Sri Lanka
- Kathmandu, Nepal
- Xiva, Oezbekistan
- Kioto, Japan
- Lalitpur (Patan), Nepal
- Lijiang, China
- Luang Prabang, Laos
- Macau, China
- Nara, Japan
- Ping Yao, China
- Samarkand, Oezbekistan
- Sachrisabz, Oezbekistan
- Shirakawa-go en Gokayama, Japan
- Suzhou, China [waarnemend lid]
- Taira, Japan
- Vigan, Filipijnen

### Europa en Canada
- Acre, Israël
- Alcalá de Henares, Spanje
- Amiens, Frankrijk [waarnemend lid]
- Angra do Heroísmo, Portugal
- Aranjuez, Spanje
- Assisi, Italië
- Ávila, Spanje
- Baeza, Spanje
- Bakoe, Azerbeidzjan
- Bamberg, Duitsland
- Banská Štiavnica, Slowakije
- Bardejov, Slowakije
- Bath, Verenigd Koninkrijk
- Beemster, Nederland
- Bergen, Noorwegen
- Bern, Zwitserland
- Biertan, Roemenië
- Brugge, België
- Brussel, België
- Boedapest, Hongarije
- Cáceres (Spanje), Spanje
- Caltagirone, Italië
- Capriate San Gervasio, Italië
- Carcassonne, Frankrijk
- Catania, Italië
- Český Krumlov, Tsjechië
- Chorá, Griekenland
- Córdoba, Spanje
- Cuenca, Spanje
- Derbent, Rusland
- Dubrovnik, Kroatië
- Edinburgh, Verenigd Koninkrijk
- Évora, Portugal
- Ferrara, Italië
- Florence, Italië
- Goslar, Duitsland
- Granada, Spanje
- Graz, Oostenrijk
- Guimarães, Portugal
- Hallstatt, Oostenrijk
- Holašovice, Tsjechië
- Ibiza, Spanje
- Istanboel, Turkije
- Jaroslavl, Rusland
- Jeruzalem, Israël
- Kalwaria Zebrzydowska, Polen
- Karlskrona, Zweden
- Kazan, Rusland
- Kotor, Montenegro
- Krakau, Polen
- Kromeríz, Tsjechië
- Kutná Hora, Tsjechïe
- Lviv, Oekraïne
- Litomysl, Tsjechïe
- Lunenburg, Canada
- Luxemburg, Luxemburg
- Lübeck, Duitsland
- Lyon, Frankrijk
- Matera, Italië
- Mérida, Spanje
- Militello in Val di Catania, Italië
- Modena, Italië
- Modica, Italië
- Mont Saint-Michel, Frankrijk
- Moskou, Rusland
- Namen, België [waarnemend lid]
- Nancy, Frankrijk
- Napels, Italië
- Nesebar, Bulgarije
- Noto, Italië
- Novgorod, Rusland
- Ohrid, Noord-Macedonië
- Oviedo, Spanje
- Palazzolo Acreide, Italië
- Parijs, Frankrijk
- Pienza, Italië
- Porto, Portugal
- Potsdam, Duitsland
- Praag, Tsjechië
- Provins, Frankrijk
- Quebec, Canada
- Quedlinburg, Duitsland
- Ragusa, Italië
- Rauma, Finland
- Rodos, Griekenland
- Riga, Letland
- Rome, Italië
- Røros, Noorwegen
- Safranbolu, Turkije
- Salamanca, Spanje
- Salzburg, Oostenrijk
- San Cristóbal de La Laguna, Spanje
- San Gimignano, Italië
- Santiago de Compostella, Spanje
- Scicli, Italië
- Segovia, Spanje
- Siena, Italië
- Sighişoara, Roemenië
- Sintra, Portugal
- Split, Kroatië
- Sint-Petersburg, Rusland
- Stockholm, Zweden [waarnemend lid]
- Stralsund, Duitsland
- Straatsburg, Frankrijk
- Soezdal, Russische Federatie
- Tallinn, Estland
- Tel Aviv, Israël
- Telč, Tsjechië
- Telford, Verenigd Koninkrijk
- Toledo, Spanje
- Toruń, Polen
- Třebíč, Tsjechië
- Trogir, Kroatië
- Úbeda, Spanje
- Urbino, Italië
- Valletta, Malta
- Vaticaanstad, Vaticaanstad [waarnemend lid]
- Venetië, Italië
- Verona, Itaië
- Vicenza, Italië
- Vilnius, Litouwen
- Visby, Zweden
- Warschau, Polen
- Weimar, Duitsland
- Wenen, Oostenrijk
- Wismar, Duitsland
- Zamość, Polen

### Latijns-Amerika en het Caribisch Gebied
- Antigua Guatemala, Guatemala
- Arequipa, Peru
- Brasilia, Brazilië
- Campeche, Mexico
- Cartagena, Colombia
- Colonia del Sacramento, Uruguay
- Coro, Venezuela
- Cuenca, Ecuador
- Cuzco, Peru
- Diamantina, Brazilië
- Goiás, Brazilië
- Guanajuato, Mexico
- Havana, Cuba
- Lima, Peru
- Mexico-Stad, Mexico
- Morelia, Mexico
- Oaxaca, Mexico
- Olinda, Brazilië
- Ouro Preto, Brazilië
- Panama-Stad, Panama
- Paramaribo, Suriname
- Potosí, Bolivia
- Puebla de Zaragoza, Mexico
- Santiago de Querétaro, Mexico
- Quito, Ecuador
- Salvador, Brazilië
- Santa Cruz de Mompox, Colombia
- Santo Domingo, Dominicaanse Republiek
- São Luís, Brazilië
- Saint George, Bermuda
- Sucre, Bolivia
- Tlacotalpan, Mexico
- Trinidad, Cuba
- Valparaíso, Chili
- Willemstad, Curaçao
- Zacatecas, Mexico